# 中天綜合台
中天綜合台，是中天電視旗下的綜合頻道之一，與中天娛樂台共用節目播出。

## 簡史
- 中天綜合台是中天電視下屬頻道，前身為2001年1月開播的勁報電視台（Power TV）。
- 2001年1月，勁報電視台（Power TV）開播。
- 2001年4月，勁報電視台更名為「中天資訊台」。
- 2001年6月，中視衛星更名為勁道數位電視。
- 2002年6月，中國時報系接手經營勁道數位電視，勁道數位電視更名為中天電視。
- 2004年1月，中天資訊台更名為「中天綜合台」。
- 2005年起，中天綜合台定頻在有線電視36頻道。
- 2014年11月，中天綜合台開始在Youtube測試HD高畫質訊號。

## 外部連結
- 中天電視（页面存档备份，存于）（繁體中文）
- 中天綜合台節目表 （页面存档备份，存于）